# Gonzalo Saiz
Gonzalo Saiz (Madrid, 1978) es economista y alto directivo español especializado en marketing. Tuvo un papel innovador durante la pandemia covid-19 al acercar los servicios bancarios a las necesidades de las personas confinadas, por lo que recibió varios premios y reconocimientos del sector. Es director de Marketing de Bankinter desde 2013 y consejero de la Asociación Española de Anunciantes (AEA), y de la Asociación Española de Profesionales Estratégicos de la Comunicación (APG).

## Desarrollo profesional
Licenciado en Ciencias Económicas y Empresariales por la Universidad Complutense de Madrid, tras terminar la carrera en 1999,  se estableció en Stuttgart como jefe de producto de HP. Tras siete años en Alemania, regresó a Madrid como responsable de marketing de la compañía en España,y se siguió formando, obteniendo los másteres en Administración de Empresas y en Marketing y Ventas por ESADE, el  master en el Digital Business por ISDI, y el postgrado Advanced Management Program por INSEAD. Entre 2011 y 2013, en plena revolución de los iphones y los galaxys, fue jefe de marketing y producto de Samsung España.
Es director de Marketing de Bankinter desde 2013, obteniendo para la compañía y para él como profesional del marketing, numerosos premios y reconocimientos. En 2014 elaboró un plan estratégico de marketing que supuso una revolución en el sector.Responsable del giro publicitario hacia un producto más cercano al consumidor final y sus preocupaciones diarias, determinadas campañas del banco, como “Compramos empresas que no sean machistas” / “y a los que fabrican sin contaminar”, o “Don Dinero” se han convertido en virales. Valiéndose de referencias quevedianas del Siglo de Oro español y de otros recursos culturales muy populares, considera que estas campañas han de contribuir a una mayor cultura financiera de la población, a que “las nuevas generaciones desarrollen una relación sana con el dinero y un mayor conocimiento sobre sus finanzas personales”.
Durante la pandemia la campaña “Billetes” tuvo una gran repercusión y también fue premiada por El Ojo 2020.El enfoque estratégico hacia el punto de vista del cliente ha reconocido el valor de la población senior como activadora del ahorro y la inversión.El tipo de dirección de marketing y la innovación que ha realizado al frente de Bankinter, han sido objeto de varios artículos académicos: “La notoriedad como palanca para el negocio”, y “Cuando el dinero tiene una historia que contar”.
Es profesor colaborador en Madrid Content School, y en ESADE.

## Premios y Reconocimientos
Ha recibido los más destacados premios del sector de la publicidad y el marketing; entre ellos el Premio Nacional de Márketing como mejor director de Marketing en 2020;Gran Premio a la Eficacia 2020 (AEA) a sus campañas en Bankinter; el reconocimiento como Publicitario del Año por la Academia de la Publicidad, y el premio Ondas a la publicidad en radio. En 2017 recibió el premio  Eficacia Sub 41 de la Asociación Española de Anunciantes.